# Jan Kowalski (zespół muzyczny)
Jan Kowalski – polska grupa muzyczna założona w 1984 roku przez jej liderkę Małgorzatę Szczęch. W roku 1985 wystąpiła na Festiwalu Polskiej Piosenki w Opolu. Zespół ma na swoim koncie tylko jeden album, zatytułowany Inside Outside Songs, wydany w roku 1985. W latach 1984–1985 na Liście Przebojów Programu Trzeciego gościły ich dwa nagrania: Opowieść o naszej planecie i Antynomie.

## Członkowie
- Małgorzata Szczęch – śpiew
- Aleksander Mrożek – gitara
- Ireneusz Nowacki – perkusja
- Roman Tarnawski – gitara basowa
- Wojciech Szczęch – saksofon

## Dyskografia

### Albumy
- Inside Outside Songs (1985)

### Single
- Perfidny walc (1984) (Tonpress S508a)[4]
- Opowieść o naszej planecie (1984) (Tonpress S508b)